# Centromerus minor
Centromerus minor är en spindelart som beskrevs av Andrei V. Tanasevitch 1990. Centromerus minor ingår i släktet Centromerus och familjen täckvävarspindlar. Inga underarter finns listade i Catalogue of Life.